# Булышев, Валерий Павлович
Валерий Павлович Булышев (15 июня 1939, Сейтлер, Крымская АССР — 15 августа 2013, Всеволожск, Ленинградская область) — советский легкоатлет, выступавший в беге на средние дистанции. Призёр чемпионата Европы 1962 года. Участвовал в  Олимпийских играх 1960 и 1964 годов.

## Биография
Родился 15 июня 1939 года в посёлке Сейтлер (сейчас Нижнегорский) Крымской АССР.
Занимался бегом на средние дистанции. В 1956 году участвовал во Всесоюзной спартакиаде школьников, проходившей в Ленинграде, и остался здесь. В 1960 году окончил Ленинградский техникум физической культуры и спорта.
Выступал за ленинградский СКА. Тренировался под началом Владимира Козачка, Владимира Миронова, Владимира Куца, Степана Вакурова, Ивана Пожидаева.
Трижды выигрывал чемпионат СССР по лёгкой атлетике: в 1959 году в эстафете 4х400 метров, в 1963 и 1964 годах — в беге на 800 метров. В 1960—1962 годах выигрывал серебро чемпионата страны на 800-метровке, в 1962 году также выиграл бронзу в эстафете 4х400 метров. В 1963 году завоевал бронзу любительского чемпионата США в помещении в беге на 1000 ярдов. 12 раз устанавливал рекорды СССР.
В 1960—1967 годах выступал за сборную СССР.
В 1960 году вошёл в состав сборной СССР на летних Олимпийских играх в Риме. Выступал в беге на 800 метров. В 1/8 финала занял 2-е место (1.51,83), в четвертьфинале стал 5-м (1.50,74) и не попал в полуфинал.
В 1962 году стал серебряным призёром чемпионата Европы по лёгкой атлетике в Белграде, показав результат 1 минута 51,2 секунды и уступив 7 десятых победителю — Манфреду Матушевски из ГДР.
В 1964 году вошёл в состав сборной СССР на летних Олимпийских играх в Токио. Выступал в беге на 800 метров. В четвертьфинале занял 3-е место (1.48,6), в полуфинале стал 5-м (1.47,5) и не попал в финал.
Мастер спорта международного класса (1965).
Впоследствии работал тренером. Окончил тренерскую школу при Военном институте физической культуры, в 1974 году заочно окончил Государственный дважды орденоносный институт физической культуры имени П. Ф. Лесгафта. В 1968—1975 годах работал заместителем начальника СКА Южной группы войск, в 1976-1986 годах — преподавателем и старшим преподавателем ВИФКа, с 1986 года — тренером ленинградского СКА.
Умер 15 августа 2013 года в городе Всеволожск Ленинградской области.

## Личный рекорд
- Бег на 800 метров — 1.46,9 (1964)[3]